# Дуб пробковый
Дуб про́бковый (лат. Quercus suber) — вечнозелёное дерево, происходящее из юго-западной Европы и Северной Африки; вид рода дуба (Quercus) семейства буковых (Fagaceae).
Дуб пробковый интродуцирован в другие районы Средиземноморья, где культивируется ради пробки.
Имеет большое количество подвидов, форм и разновидностей, которые современной наукой считаются синонимами вида.

## Ботаническое описание

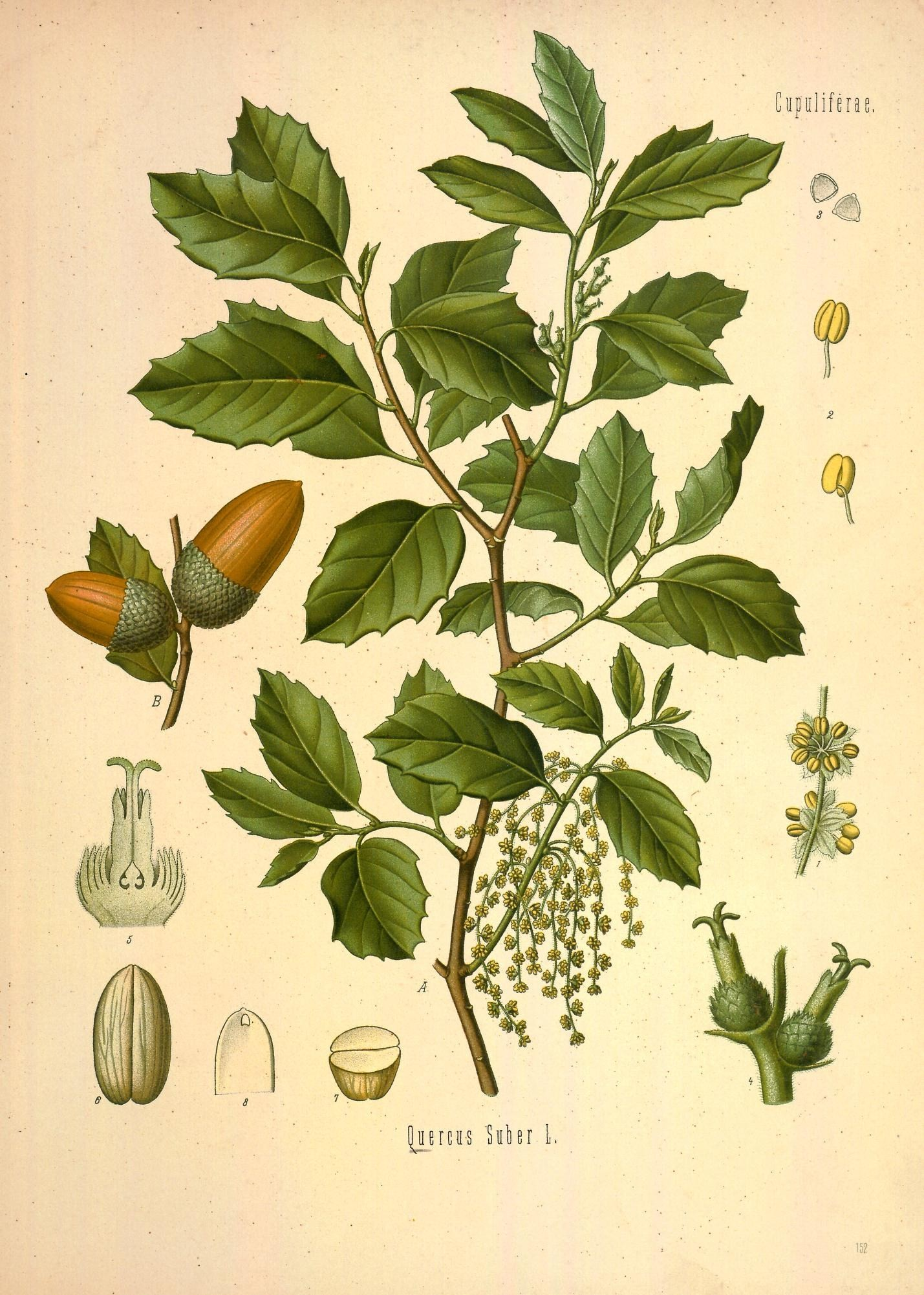

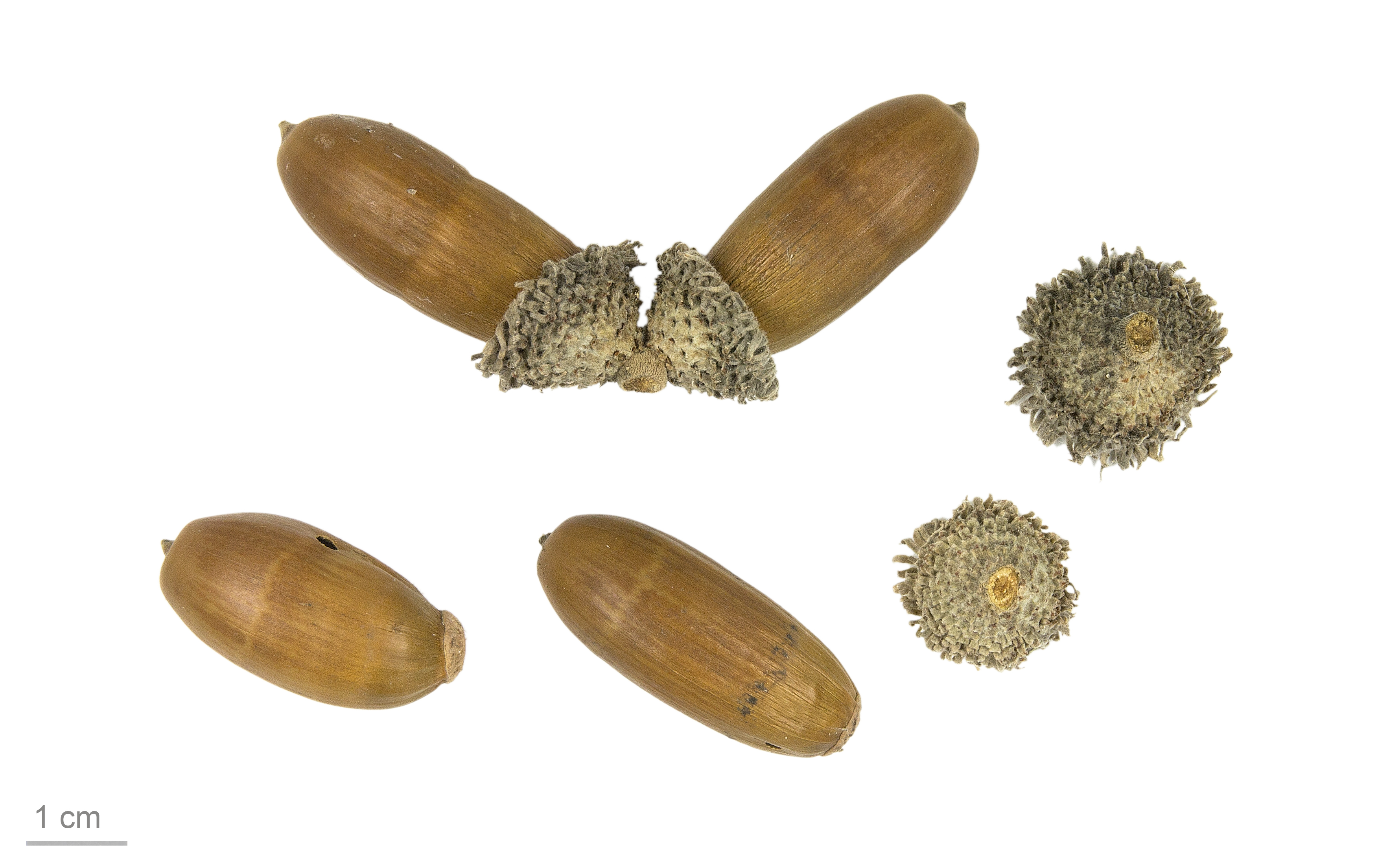
Quercus suber - Тулузский музеум

Высота пробкового дуба до 20 м, диаметр ствола до 1 м. Кора ствола и ветвей с толстым пробковым слоем; молодые побеги и почки покрыты густым войлочным желтовато-серым опушением.
Листья на черешках 1—1,5 см длиной, овальные или удлинённо-овальные, 3—7 см длиной и 1,5—3,5 см шириной, цельнокрайные или с немногими небольшими острыми зубцами, сверху блестяще тёмно-зелёные, снизу густо серо-опушённые, редко почти голые, вечнозелёные, кожистые.
Жёлуди по одному — три, на короткой, 1—2 см длиной, плодоножке, созревают на первом году, удлинённо-овальные до 3 см длиной и 1,5 см в диаметре, окружены плюской до 1⁄2—1⁄3; чашечки плюски опушённые, в её верхней части удлинённо-ланцетные, около 0,5 см длиной, прямые, отстоящие, в нижней — более короткие.
Цветёт в мае.

## Выращивание в культуре
Плантации пробкового дуба в Португалии (лидер по производству пробки), Испании, Франции, Италии, Марокко, Тунисе и Алжире занимают до 2,2 млн га. Ежегодный урожай составляет до 360 000 тонн коры.
Впервые на территории Российской империи пробковый дуб высажен в 1820-х годах; наиболее крупные насаждения его были в Агудзере близ Сухума (около 500 деревьев), близ Гагры (около 500 деревьев), в Никитском ботаническом саду (около 150 деревьев).
В 1930-х годах советские власти начали создавать плантации пробкового дуба с целью преодоления дефицита дорогостоящей импортной пробки. Была запроектирована закладка в течение 30 лет до 80 000 га насаждений пробкового дуба. Одна такая заброшенная роща сохранилась в посёлке Кудепста.
В Испании леса пробкового дуба охраняются как среда обитания иберийской рыси.

## Хозяйственное значение и применение
Кора пробкового дуба применяется для производства паркета, подошв обуви, качественной бутылочной пробки. Кубический дециметр коры пробкового дуба весит 210 г. Возраст созревания дуба для первого среза коры составляет 25 лет. Средний период межсезонья между соскобами коры с дуба для восстановления её урожайного слоя длится от 9 до 18 лет в зависимости от погодно-климатических и почвенных условий в регионе произрастания. Первый срез коры с молодого дерева даёт грубую пробку низшего сорта (именуемую «мужской пробкой»), все последующие соскобы приносят мягкую пробку высшего сорта и высокого качества («женскую пробку»). При средней продолжительности жизни дерева в 150 лет одно дерево приносит от 8 до 16 урожаев пробки.
Кора пробкового дуба широко используется для получения пробки; для этого предназначены исключительно естественные насаждения его на территории произрастания. Главные страны, производящие пробку — Португалия, Испания, Алжир, Тунис. Средняя ежегодная добыча пробки в странах Средиземноморья, где только и собирается пробка, составляет 250 тыс. тонн. Пробковый дуб, произрастающий в США со второй половины XIX века, в штатах Алабама, Аризона, Виргиния, Джорджия, Северная Каролина, Южная Каролина, Калифорния, Техас, Флорида, для хозяйственных нужд не культивируется (хотя популяция его там превышает несколько тысяч деревьев) и вся пробка импортируется с Пиренейского полуострова и отчасти из Северной Африки.
Древесина пробкового дуба тяжёлая, удельный вес 0,8—1,0; без специальной обработки легко коробится, трескается и загнивает, поэтому в необработанном виде используется главным образом на топливо и на древесный уголь. В лубе до 20 % танинов, используемых для дубления кож.
Кора пробкового дуба вторая после пихты по коэффициенту теплопроводности — 0,04 Вт/(м·K) — это в 4¼ раза ниже, чем у обыкновенного дуба. Благодаря низкой теплопроводности и высокой влагостойкости пробковая древесина издревле используется в Средиземноморье в жилищном строительстве в качестве теплоизоляционного и виброизоляционного материала, межкомнатных перегородок, напольного покрытия, а также в качестве спасательных средств в мореходстве. В отличие от пола из досок, половицы которого скрипят при ходьбе по нему, пробковый пол из прессованной пробки, уложенной сплошным настилом (ковром) или прямоугольными панелями от 10 × 10 до 30 × 90 см, практически бесшумен, поэтому кроме жилищ используется в библиотеках, музейных учреждениях, звукозаписывающих студиях, некоторых спортзалах и др.

## Ботаническая классификация

### Синонимы
По данным The Plant List на 2013 год, в синонимику вида входят:
- Quercus cintrana Welw. ex Nyman
- Quercus corticosa Raf.
- Quercus mitis Banks ex Lowe
- Quercus occidentalis Gay
- Quercus sardoa Gand., nom. inval.
- Quercus subera St.-Lag.
- Quercus suberosa Salisb.